# Ianthella basta
Espèce
Synonymes
- Spongia basta Pallas, 1766
- Spongia grossa Esper, 1794

Ianthella basta est une espèce d'éponge de la famille des  Ianthellidés.

## Taxinomie
Cette espèce a été décrite en 1766 par Peter Simon Pallas sous le nom Spongia basta.

## Distribution et habitat
L'espèce est présente dans le bassin Indo-Pacifique, notamment sur les côtes du Mozambique, dans les eaux indonésiennes et sur la Grande Barrière de corail. I. basta occupe les pentes de récifs coralliens dans des zones aux forts courants.

## Écologie

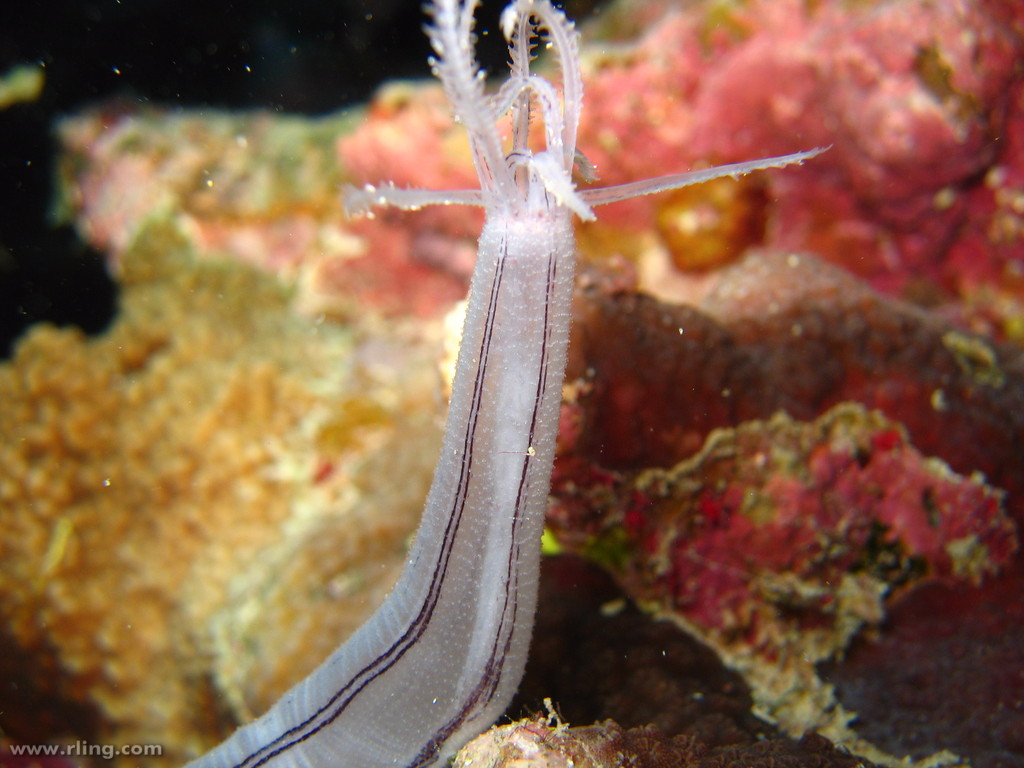
Le concombre de mer Synaptula lamperti observé sur la Grande Barrière de corail.

Le concombre de mer Synaptula lamperti est une espèce fortement associée à I. basta et partage son habitat : cette espèce se nourrit des nutriments rejetés par l'éponge.